# Johan Waldenström

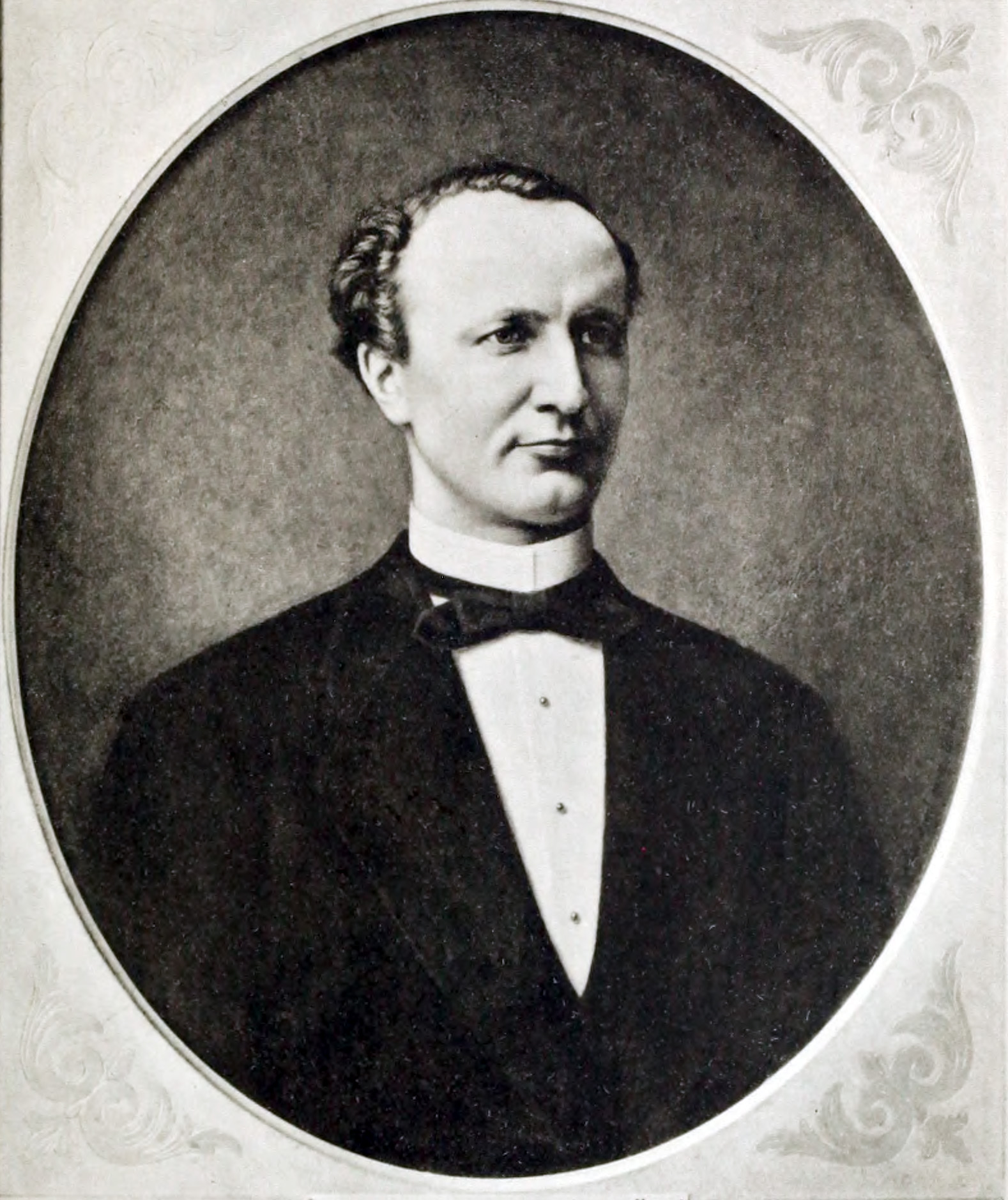
Johan Waldenström

Johan Anton Waldenström (* 17. September oder 18. September 1838 in Luleå; † 23. November 1879 in Uppsala) war ein schwedischer Arzt.

## Leben
Er studierte ab 1857 an der Universität Uppsala Medizin und wurde 1869 promoviert. Anschließend lehrte er als Dozent für Chirurgie und Geburtshilfe an der Universität Uppsala. Von 1870 bis 1875 war er zudem Stadtarzt von Uppsala. Kurz vor seinem Tod wurde er zum ordentlichen Professor für praktische Medizin an der Universität Uppsala berufen.
Johan Waldenström war der Sohn von Erik Magnus Waldenström (1795–1870) und dessen zweiter Frau Margareta Magdalena Govenius. Zu seinen Geschwistern gehörten der Theologe Paul Petter Waldenström (1838–1917) und der Reichstagsabgeordnete Alfred Waldenström (1843–1925). Er war ab 1873 mit Hilma Elisabet Gibson verheiratet und Vater des Orthopäden Henning Waldenström (1877–1972) sowie Großvater des Internisten Jan Waldenström (1906–1996).

## Werke
- När bör den hårda åldersstarren opereras? W. Schultz, Uppsala 1868.
- Bidrag till diagnosen af bukens tumörer. Lundequistska, 1879.